# 卡拉庫利諾區

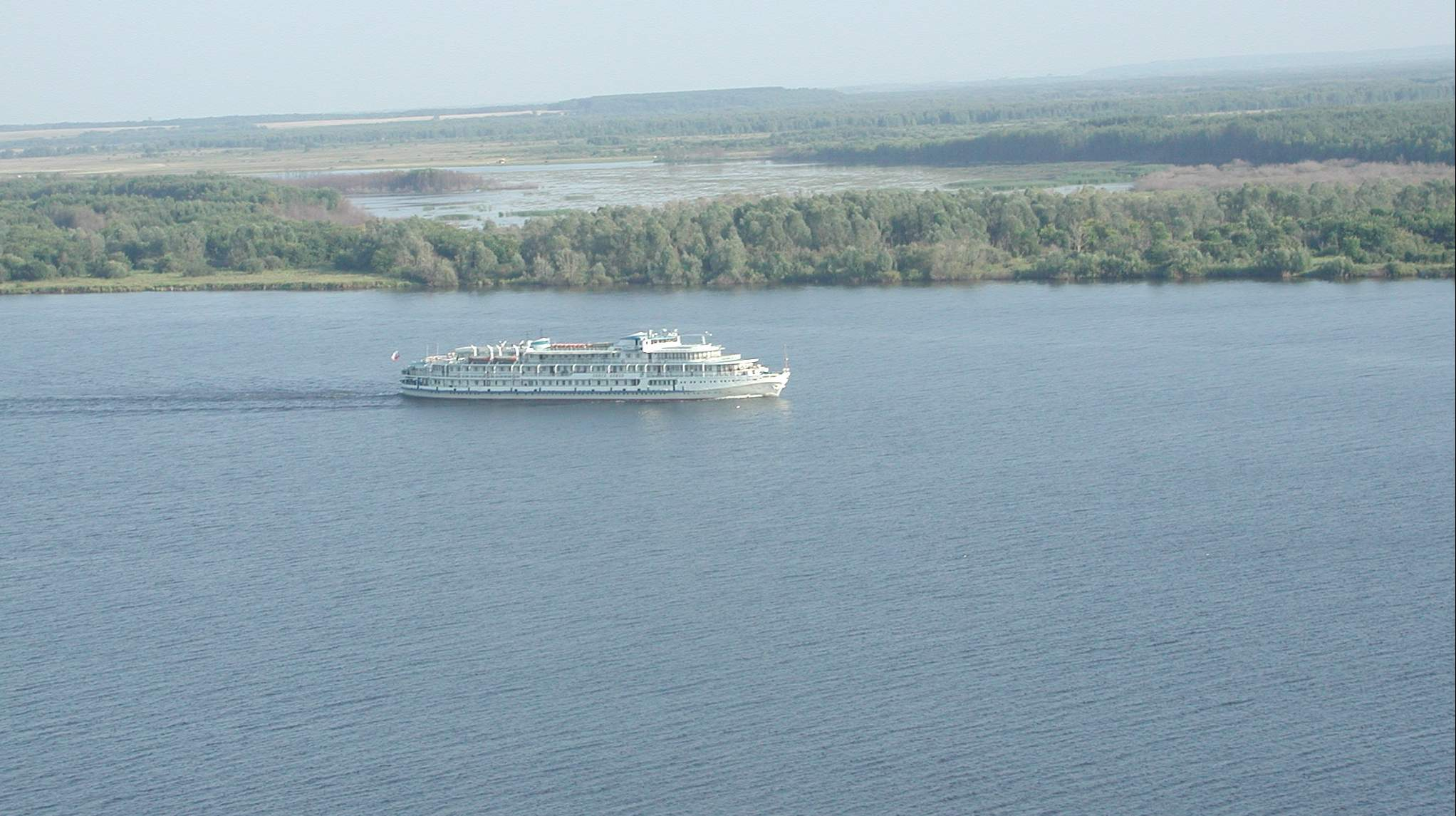

56°02′53″N 53°24′29″E / 56.048°N 53.408°E
卡拉庫利諾區（俄语：Каракулинский район），是俄羅斯的一個區，位於該國西南部，由烏德穆爾特共和國負責管轄，面積1,192.6平方公里，2010年人口12,230，人口密度每平方公里10.25人。